# Oxira ignicola
Oxira ignicola là một loài bướm đêm trong họ Noctuidae.